# Herzeeuw
Herzeeuw (Frans: Herseaux) is een plaats in de Belgische provincie Henegouwen en een deelgemeente van Moeskroen. Herzeeuw ligt tegen de Franse grens.
Het dorpscentrum van Herzeeuw ligt ruim een kilometer ten zuiden van de verstedelijkte kern van Moeskroen. In het noorden van het grondgebied spreidt zich wel een stuk van bebouwing van dorpskern van Lowingen uit, dat meer aansluit bij de kern van Moeskroen. Het gebied ten oosten van Lowingen is relatief open en landelijk. Ten westen, net over de Franse grens ligt Wattrelos, dat onmiddellijk deel uitmaakt van de grootstedelijke kern van Rijsel.
Herzeeuw zelf heeft daarnaast drie onderscheiden wijken. De dorpskern zelf ligt centraal. Iets ten zuiden daarvan ligt de wijk "Herzeeuw-Station", een wijk rond het station. Ten westen, tegen de grens met Frankrijk ligt een recentere woonwijk, "Les Ballons". Elk hebben ze een eigen parochiekerk.

## Geschiedenis
De oudste vermeldingen van het dorp gaan terug tot begin 12de eeuw.
Bij het vastleggen van de taalgrens in 1963 werd Herzeeuw ingedeeld als Franstalig met taalfaciliteiten voor de Nederlandstalige minderheid, als gevolg hiervan werd de toen nog zelfstandige gemeente van de provincie West-Vlaanderen overgeheveld naar Henegouwen. In 1977 werd het een deelgemeente van Moeskroen.

## Demografische ontwikkeling
- Bronnen:NIS, Opm:1831 tot en met 1970=volkstellingen

## Resultaten van detalentellingin Herzeeuw
Gekende talen
|      | Aantal   | Aantal  | Aantal   | Aantal  | Aantal   | Aantal  | Aantal       | Aantal       | Aandeel  | Aandeel | Aandeel  | Aandeel | Aandeel  | Aandeel | Aandeel      |
| Jaar | enkel nl | fr & nl | enkel fr | de & fr | enkel de | de & nl | de & fr & nl | enkel andere | enkel nl | fr & nl | enkel fr | de & fr | enkel de | de & nl | de & fr & nl |
| ---- | -------- | ------- | -------- | ------- | -------- | ------- | ------------ | ------------ | -------- | ------- | -------- | ------- | -------- | ------- | ------------ |
| 1846 | 82       |         | 2.024    |         | 0        |         |              |              | 3,9%     |         | 96,1%    |         | 0,0%     |         |              |
| 1866 | 144      | 125     | 1.866    | 0       | 0        | 0       | 0            | 0            | 6,7%     | 5,9%    | 87,4%    | 0,0%    | 0,0%     | 0,0%    | 0,0%         |
| 1880 | 83       | 241     | 1.881    | 0       | 0        | 0       | 0            | 0            | 3,8%     | 10,9%   | 85,3%    | 0,0%    | 0,0%     | 0,0%    | 0,0%         |
| 1890 | 2        | 399     | 2.092    | 0       | 0        | 0       | 0            | 0            | 0,1%     | 16,0%   | 83,9%    | 0,0%    | 0,0%     | 0,0%    | 0,0%         |
| 1900 | 44       | 988     | 2.211    | 2       | 0        | 0       | 2            | 187          | 1,4%     | 30,4%   | 68,1%    | 0,1%    | 0,0%     | 0,0%    | 0,1%         |
| 1910 | 51       | 1.231   | 3.311    | 2       | 0        | 0       | 0            | 208          | 1,1%     | 26,8%   | 72,1%    | 0,0%    | 0,0%     | 0,0%    | 0,0%         |
| 1920 | 281      | 1.475   | 3.046    | 1       | 0        | 0       | 0            | 230          | 5,9%     | 30,7%   | 63,4%    | 0,0%    | 0,0%     | 0,0%    | 0,0%         |
| 1930 | 826      | 1.883   | 3.391    | 2       | 4        | 0       | 11           | 243          | 13,5%    | 30,8%   | 55,4%    | 0,0%    | 0,1%     | 0,0%    | 0,2%         |
| 1947 | 507      | 2.319   | 3.880    | 12      | 1        | 1       | 52           | 227          | 7,5%     | 34,2%   | 57,3%    | 0,2%    | 0,0%     | 0,0%    | 0,8%         |

Taal die meestal of uitsluitend gesproken wordt.
|      | Aantal | Aantal | Aantal | Aandeel | Aandeel | Aandeel |
| Jaar | nl     | fr     | de     | nl      | fr      | de      |
| ---- | ------ | ------ | ------ | ------- | ------- | ------- |
| 1910 | 394    | 4.201  | 0      | 8,6%    | 91,4%   | 0,0%    |
| 1920 | 807    | 3.996  | 0      | 16,8%   | 83,2%   | 0,0%    |
| 1930 | 1.699  | 4.414  | 4      | 27,8%   | 72,2%   | 0,1%    |
| 1947 | 1.214  | 5.555  | 3      | 17,9%   | 82,0%   | 0,0%    |

## Geboren
- Jean Beaucarne (1886-1964), politicus, burgemeester

## Bezienswaardigheden
- In het dorpscentrum staat de Sint-Mauruskerk (Église Saint-Maur). Deze werd opgericht in 1792, en in 1870 in neoromaanse stijl herbouwd.
- De parochie van het gehucht Les Ballons werd in 1906 gecreëerd; de Sint-Jan de Doperkerk (Église Saint-Jean Baptiste) werd tussen 1909 en 1912 in neogotische stijl opgetrokken.
- De parochie Herzeeuw-Station werd in 1932 gecreëerd; met de Christus Koningkerk (Église du Christ-Roi) uit 1936. Deze kerk ligt pal aan de landsgrens en is een bakstenen kerk in expressionistische stijl.
- Het Château Duvallier, een landhuis uit begin 20e eeuw, gebouwd in opdracht van een Frans industrieel. Op het landgoed vindt men onder meer een duiventoren.

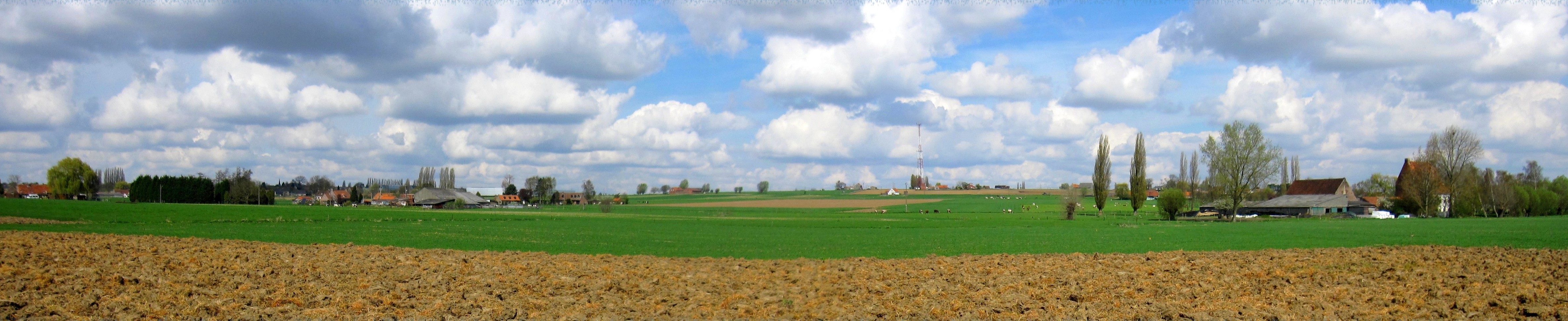
Panoramafoto van Herzeeuw

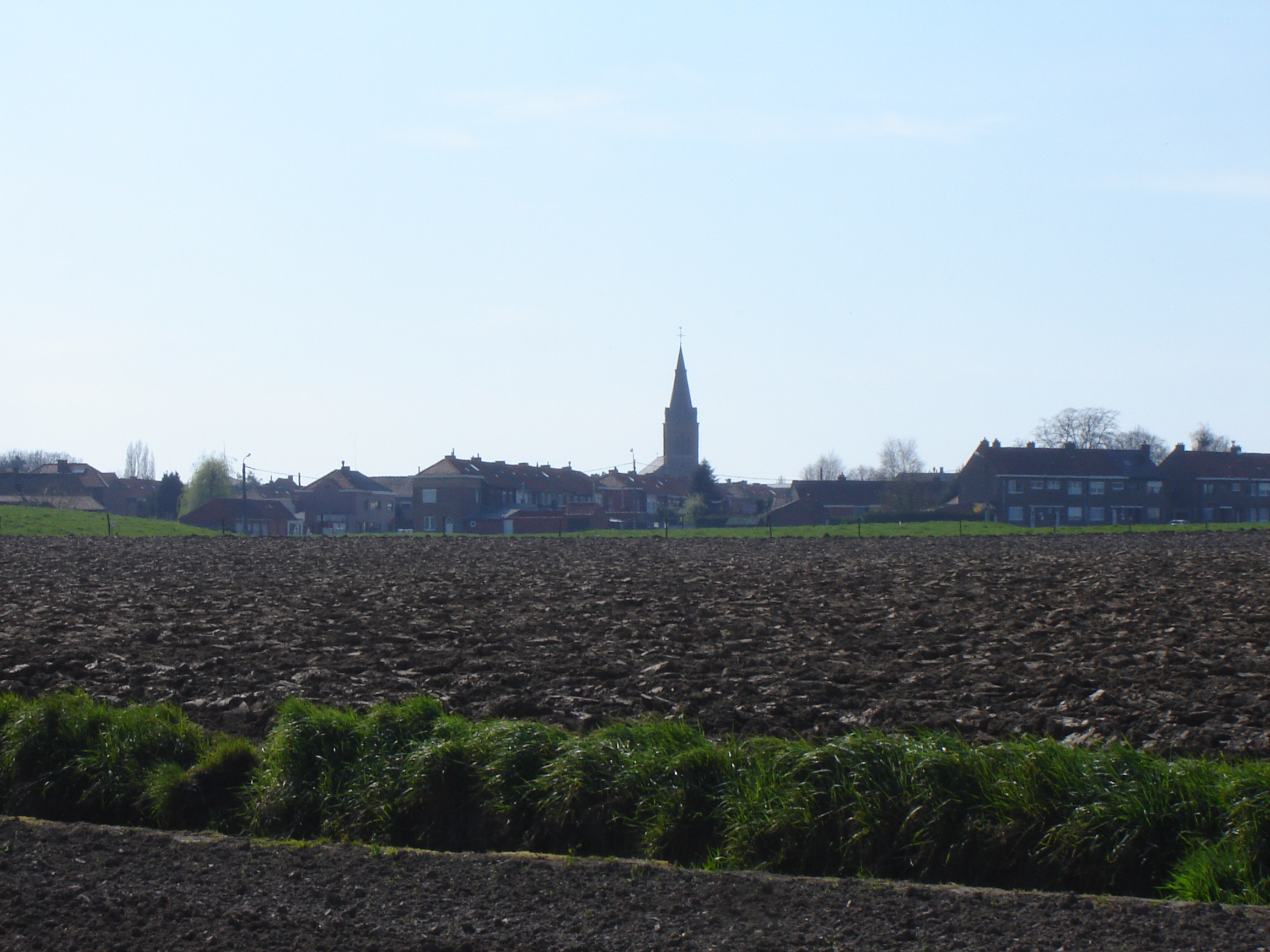
Uitzicht op Herzeeuw

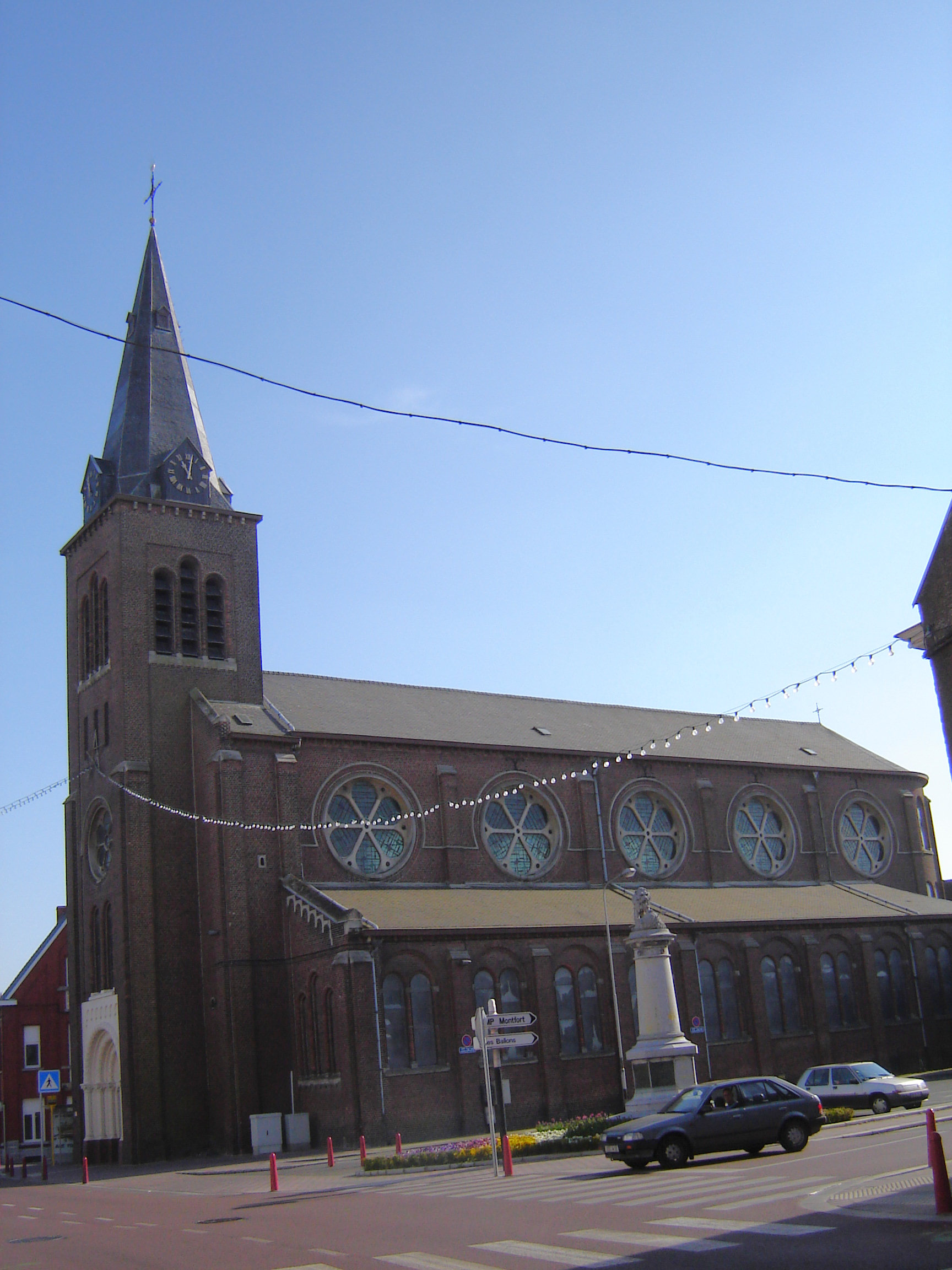
De Sint-Mauruskerk in het centrum
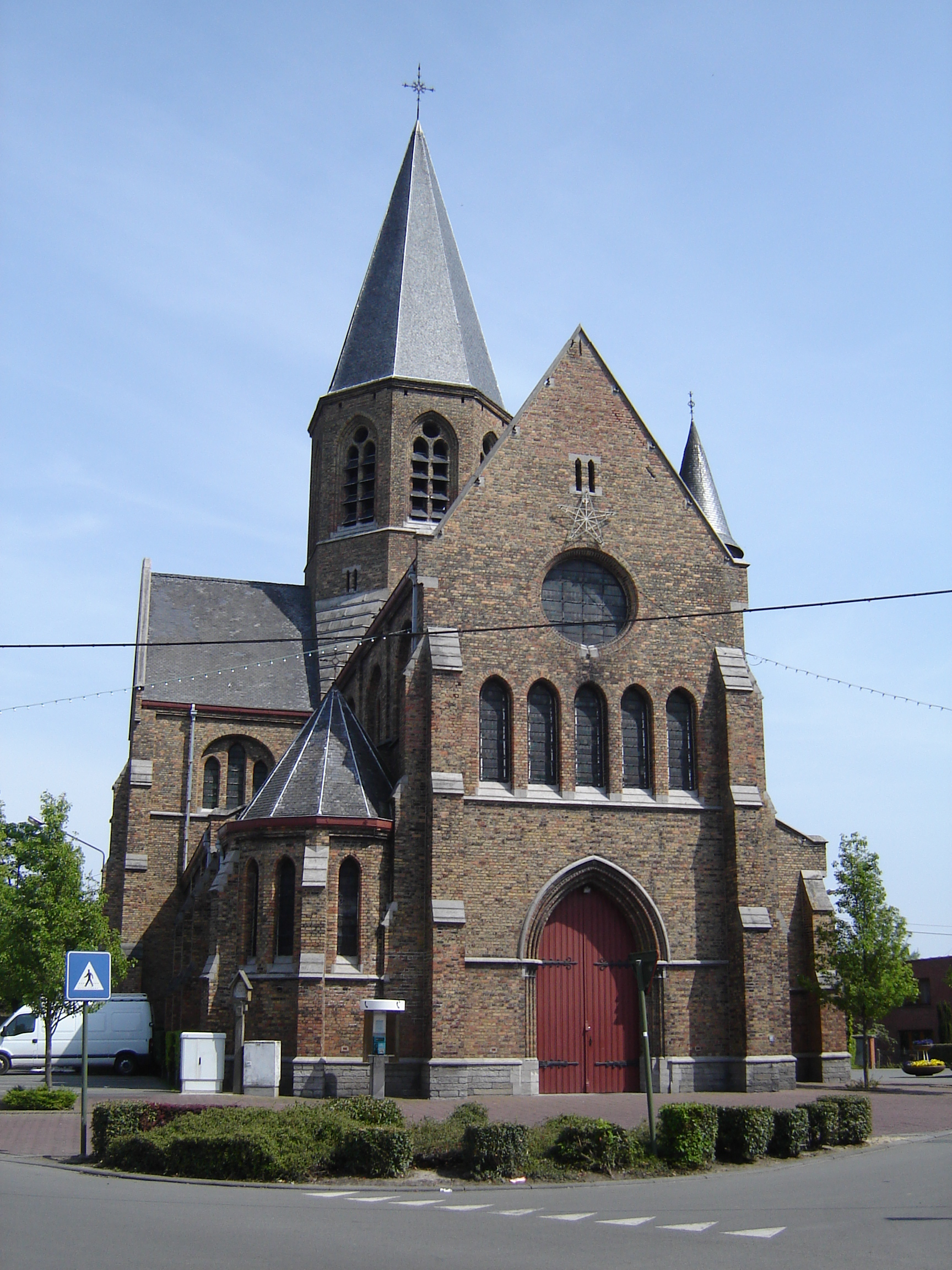
De Sint-Jan-de-Doperkerk in Les Ballons
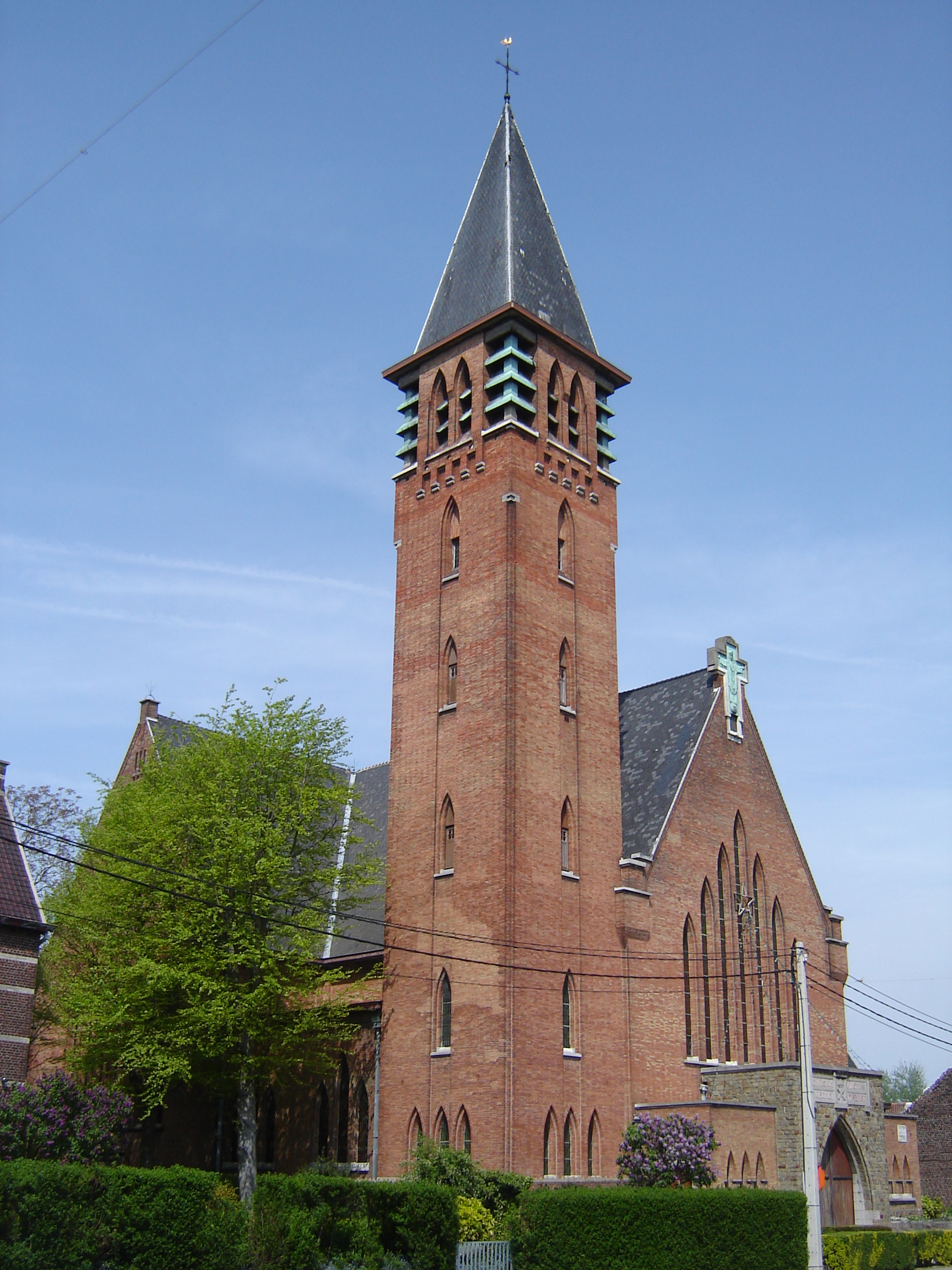
De Christus-Koningkerk in de stationswijk

## Nabijgelegen kernen
Estaimpuis, Wattrelos, Évregnies, Luingne
Deelgemeenten: Moeskroen · Dottenijs · Herzeeuw · Lowingen

Overige kernen: Herzeeuw-Station · La Coquinie · Les Ballons · Mont-à-Leux · Risquons-Tout · Petit-Audenaerde

Belgische gemeenten · arrondissement Doornik-Moeskroen · Henegouwen · Wallonië